# Botswana ved sommer-OL 2024
Botswana deltog i sommer-OL 2024 i Paris, Frankrig i perioden 26. juli til 11. august 2024.
Letsile Tebogo vandt Botswanas første olympiske guldmedalje nogensinde efter at have vundet mændenes 200 meter, og blev også den første afrikaner til at vinde titlen.

## Medaljer
| 2024 Paris | Guld | Sølv | Bronze | Total |
| Botswana   | 1    | 1    | 0      | 2     |

### Medaljevinderne
| Frankrig under sommer-OL 2024 i Paris | Frankrig under sommer-OL 2024 i Paris                          | Frankrig under sommer-OL 2024 i Paris | Frankrig under sommer-OL 2024 i Paris | Frankrig under sommer-OL 2024 i Paris |
| Medalje                               | Navn                                                           | Sport                                 | Event                                 | Dato                                  |
| ------------------------------------- | -------------------------------------------------------------- | ------------------------------------- | ------------------------------------- | ------------------------------------- |
| Guld                                  | Letsile Tebogo                                                 | Atletik                               | Herrernes 200 m                       | 8. august                             |
| Sølv                                  | Busang Kebinatshipi Bayapo Ndori Anthony Pesela Letsile Tebogo | Atletik                               | Mændenes 4×400 m stafetløb            | 10. august                            |